# Czesław Dumkiewicz
Czesław Dumkiewicz (ur. 20 lipca 1949 w Warężu) – polski historyk, samorządowiec.

## Życiorys
Był absolwentem Uniwersytetu Śląskiego w Katowicach. Miejsce jego urodzenia znalazło się po zmianie granic w obrębie ZSRR. Od 1951 do 1968 lub 1970 mieszkał w Ustrzykach Dolnych. W latach 1970–1975 był żołnierzem zawodowym 15 Pułku Wojsk Obrony Wewnętrznej w Prudniku. W latach 1972–1974 był zarejestrowany jako tajny współpracownik wojskowych organów bezpieczeństwa.
Od 1975 lub 1977 pracował w Kopalni Węgla Kamiennego Powstańców Śląskich w Bytomiu jako referent ekonomiczny, tam we wrześniu 1980 został wiceprzewodniczącym komitetu strajkowego, reprezentował swój zakład przy podpisywaniu porozumień jastrzębskich. Od stycznia 1981 był przewodniczącym Komitetu Zakładowego NSZZ „Solidarność”, zajmował się wydawaniem pisma Wolny Górnik. Po ogłoszeniu 13 grudnia 1981 stanu wojennego rozwiesił w swoim zakładzie ulotki z protestem. W związku z podejrzeniem o przeprowadzenie tej akcji został 18 grudnia 1981 zatrzymany, do 15 lutego 1982 był internowany w zakładzie karnym Zabrze–Zaborze. Następnie działał w podziemiu solidarnościowym. W latach 1982–1984 był zarejestrowany jako tajny współpracownik Służby Bezpieczeństwa.
W 1984 powrócił do Prudnika. Pracował jako nauczyciel historii (z przerwami do 2010, m.in. w I Liceum Ogólnokształcącym w Prudniku, Szkole Podstawowej w Moszczance i Zespole Szkół Rolniczych w Prudniku). W kwietniu 1989 wszedł w skład Tymczasowego Zarządu Regionu Śląska Opolskiego NSZZ „Solidarność” (od października 1989 wchodził w skład Prezydium TZR), a także Opolskiego Komitetu Obywatelskiego „Solidarność”, był także przewodniczącym MKZ NSZZ „Solidarność” Ziemia Prudnicka. W lutym 1990 został wybrany członkiem Zarządu Regionu Śląska Opolskiego NSZZ „Solidarność” i delegatem na zjazd krajowy związku, w marcu 1990 wszedł w skład prezydium ZR. W latach 1990–1991 był członkiem Komisji Krajowej NSZZ „Solidarność”.
Należał do współzałożycieli Ruchu Obywatelskiego Akcja Demokratyczna, na I Zjeździe Krajowym Delegatów ROAD w styczniu 1991 wszedł w skład Rady Naczelnej tego ugrupowania. Był jednym z założycieli Unii Demokratycznej, z jej ramienia startował w wyborach parlamentarnych w 1991 (jako 3. na liście, nie zdobył mandatu w Okręgu nr 10 - województwo opolskie). W 1993 znalazł się na liście krajowej partii w wyborach parlamentarnych, startował w okręgu wyborczym nr 30 (województwo opolskie), jako nr 2. na liście, nie zdobył jednak mandatu. Jako polityk Unii Wolności został w 1994 sygnatariuszem deklaracji założycielskiej Forum Demokratycznego UW Był szefem Partii Demokratycznej w województwie opolskim. 
W latach 1994–2010 był radnym Rady Miejskiej w Prudniku, w tym w latach 1994–1998 przewodniczącym tej rady, w latach 1998-2002 wiceburmistrzem Prudnika. Uczestniczył wraz z Janem Roszkowskim w wielu spotkaniach i negocjacjach z władzami państwowymi w sprawie powstania powiatu prudnickiego. W latach 2010–2014 był radnym Rady Powiatu Prudnickiego.
W wyborach samorządowych w 2024 ubiegał się o wybór do Rady Powiatu Prudnickiego z list KWW Platforma PL2050 Ludowcy Lewica Powiatu Prudnickiego (komitet zrzeszający lokalnych kandydatów związanych z Platformą Obywatelską, Polską 2050 Szymona Hołowni, Polskim Stronnictwem Ludowym i Lewicą Razem); poparcia udzieliła mu Polska 2050 Szymona Hołowni. Otrzymał 172 głosy, nie uzyskując mandatu.

## Odznaczenia
- Srebrny Krzyż Zasługi (1998)[19]
- Odznaka Honorowa Powiatu Prudnickiego (2014)[20]

## Wyniki wyborcze
| Wybory | Komitet wyborczy          | Komitet wyborczy                              | Organ                     | Okręg      | Wynik       |
| ------ | ------------------------- | --------------------------------------------- | ------------------------- | ---------- | ----------- |
| 1994   |                           | Unia Wolności                                 | Rada Miejska w Prudniku   | nr 3       | 96 (43,4%)  |
| 1998   | [ 22 ]                    | Unia Wolności                                 | Rada Miejska w Prudniku   | nr 3       |             |
| 2002   |                           | Nasza Ziemia                                  | Rada Miejska w Prudniku   | nr 1       | 161 (5,86%) |
| 2006   | 131 (4,9%)                | Nasza Ziemia                                  | Rada Miejska w Prudniku   | nr 1       |             |
| 2010   | Rada Powiatu Prudnickiego | Nasza Ziemia                                  | 299 (3,61%)               | nr 1       |             |
| 2014   | Rada Powiatu Prudnickiego | Nasza Ziemia                                  | 197 (2,59%)               | nr 1       |             |
| 2018   | Rada Miejska w Prudniku   | Nasza Ziemia                                  | nr 3                      | 88 (3,07%) |             |
| 2024   |                           | KWW Platforma PL2050 Ludowcy Lewica P.Prudnik | Rada Powiatu Prudnickiego | nr 1       | 172 (2,03%) |